# 張羅彥
張羅彥（1597年—1644年），字仲美，號二酉，直隸保定府清苑縣（今河北省清苑縣）人。明末官員。

## 生平
張羅彥舉天啓元年（1621年）辛酉科順天府鄉試舉人，登崇禎元年（1628年）戊辰科進士。初官行人司行人，册封襄藩，升吏部稽勋司主事，歷考功司、文选司，累遷吏部文選司郎中。秩滿，遷光祿寺少卿，被人誣陷，以京察降級，辞職歸里。
崇祯十七年（1644年）三月十九日，李自成攻破北京後，家居的張羅彥與兄觀政進士張羅俊等保定官紳士民合力守城。六日後城破，羅彥迅速返家，將“光禄寺少卿張羅彥義不受辱”官階、名字大書於牆上，然后投繯自盡，年四十八。全家死者二十三人。《明史》有傳。其弟張羅喆撰《闔門殉難録》以纪。

## 家族
父張純臣是武進士出身，歷官署參將、神機營左副將。生六子：羅俊、羅彥、羅士、羅善、羅喆、羅輔。
羅彥元配趙氏，封宜人。在自縊時繩斷復甦，又跳井自刎不死，後携孫秉曜逃入山中避難，卒于康熙六年，享年六十八。子张晋，城破投井而死，年二十六，娶翰林院检讨師雅助之女，亦投井死。

## 延伸阅读
- 孫奇逢《明光禄寺少卿仲美张公墓志铭》《国朝中州文征》

[在维基数据编辑]
 《明史卷二百九十五》，出自《明史》